# Karl Killer (Bildhauer)

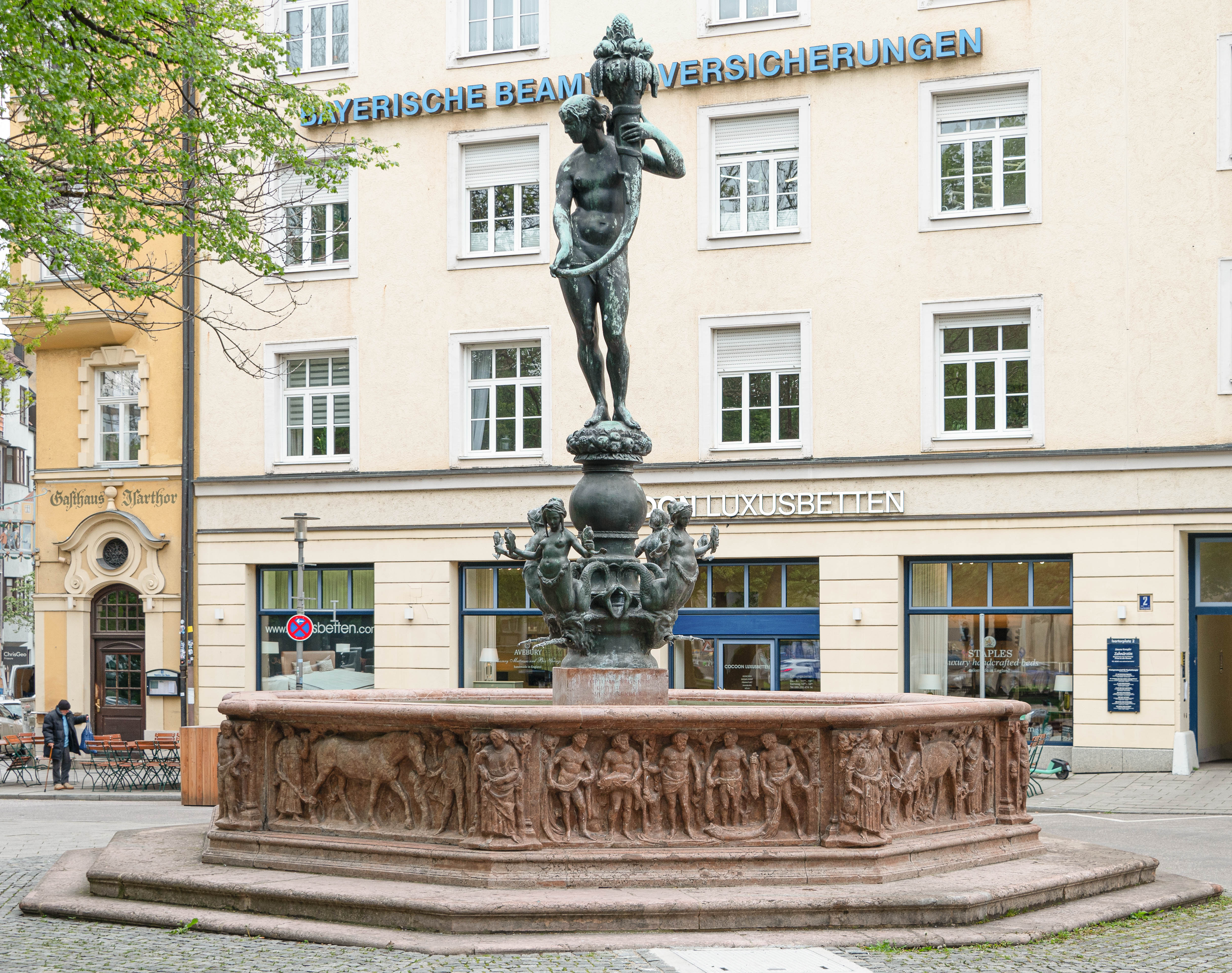
Der Fortunabrunnen in München (Isartorplatz)

Karl Killer (* 30. August 1873 in München; † 18. Oktober 1948 ebenda) war ein deutscher Bildhauer und Hochschullehrer.

## Leben

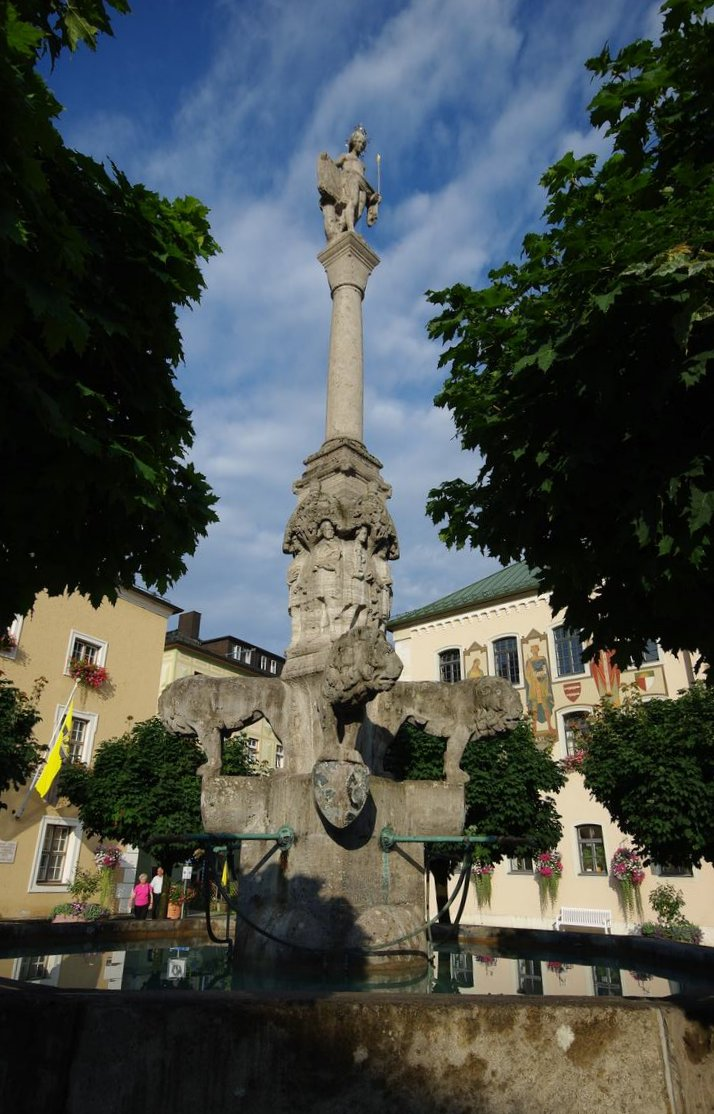
Wittelsbacherbrunnen in Bad Reichenhall

Karl Killer wurde 1873 als Sohn eines Bildhauers in München geboren. Killer erlernte den Beruf eines Bildhauers. Er war Schüler von Ferdinand Freiherr von Miller. Von 1907 bis 1926 war er Lehrer und Studienprofessor einer Bildhauerklasse der städtischen Gewerbeschule in München. Ab 1926 war er Professor für Kirchliche Plastik an der Akademie der Bildenden Künste München. Daneben hatte er einen Lehrauftrag für dekorative Plastik an der Kunstgewerbeschule München.
Der Schwerpunkt seines Wirkens lag auf religiöser Kunst. Er schuf vorwiegend Kreuze, Altäre, Skulpturen und Leuchter für bayrische Kirchen.
Killer erregte als Bildhauer 1905 erstmals künstlerisches Aufsehen durch sein Wittelsbacher-Brunnendenkmal vor dem Rathaus in Bad Reichenhall. Hierbei handelte es sich um ein achteckiges Bassin mit hoher Brunnensäule, die auf vier Löwen ruht.
1907 schuf er den Fortunabrunnen im Münchner Stadtteil Lehel, der aus Mitteln der Prinz-Luitpold-Stiftung finanziert wurde. Anlass für die Errichtung dieses Brunnens war die Umgestaltung des Platzes vor dem Isartor. Killer schuf im zeitgenössischen Jugendstil eine Allegorie auf die segensreichen Kräfte des Wassers. In der Mitte des achteckigen Brunnenbeckens ragt eine drei Meter hohe Bronzefigur empor. Sie zeigt die römische Glücksgöttin Fortuna, die ein reich geschmücktes Füllhorn hält. Zu ihren Füßen hüten kleine Meerjungfrauen die Wasserspeier.
Killer hatte durch Heinrich Jobst, der bis 1906 an der Kunstgewerbeschule München Fachlehrer war, enge Beziehungen nach Darmstadt. Durch Vermittlung von Jobst erhielt Killer 1909 den Auftrag, die Brunnenanlage vor der Landeshypothekenbank, die von Paul Meissner gebaut wurde, zu gestalten.

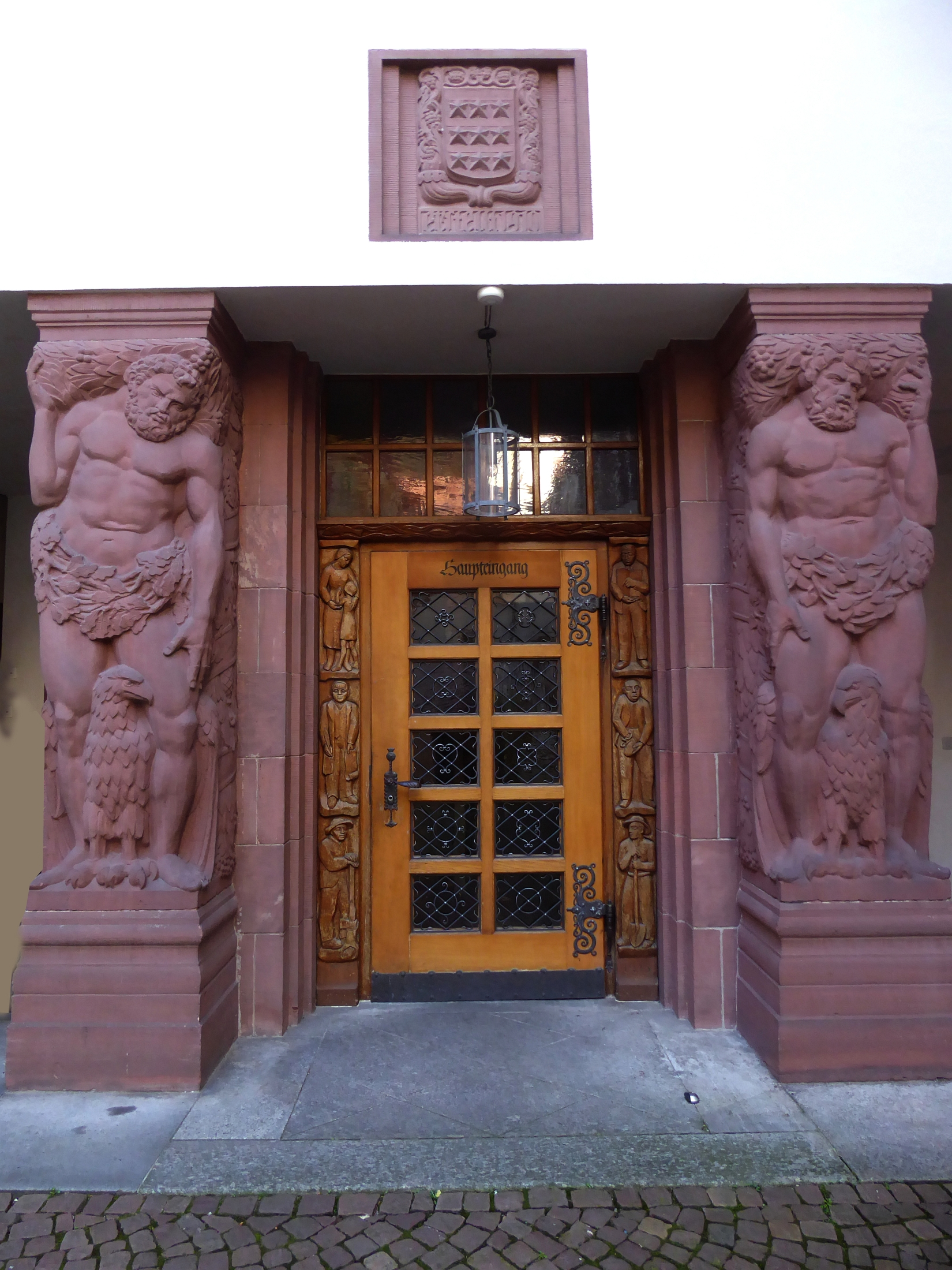
1908, Sandstein-Herkules Rathaus (Rheinfelden)

In Rheinfelden schuf Killer 1908 bei der Freitreppe vor dem Ostflügel des Rathauses die Statue der Klugheit und  zwei aus rotem Sandstein gefertigte Herkulesfiguren.
1912 beauftragte Georg Wickop, ein Kollege von Meissner an der Technischen Hochschule Darmstadt, Killer mit der Anfertigung einer Bronzebüste Bismarcks für den Bismarckturm in Konstanz.
Beim Bau der Kaiser-Wilhelm-Brücke in Trier, die 1913 von Paul Meissner in Kooperation mit der Bauunternehmung Dyckerhoff & Widmann erbaut wurde, sollte Killer einen größeren Auftrag zur Schaffung eines Reiterstandbilds Kaiser Wilhelms II. erhalten. Meissner bat Killer um einen 1:1-Entwurf des Reiterstandbilds. Das tat dieser in der Erwartung eines lukrativen Auftrags. Das Reiterstandbild wurde jedoch nie angefertigt, da Wilhelm II. nach Bekanntwerden der Idee diese kategorisch ablehnte. Killer blieb auf den Kosten sitzen, was ihn beinahe in den Ruin trieb.
Killer wohnte zeitlebens in München, zeitweise im Haus Ruffinistraße 2.
Karl Killers Ehefrau Margarete brachte zwei Kinder in die Ehe ein.

## Ehrungen
Ihm zu Ehren wurde die Killerstraße in Allach-Untermenzing benannt.

## Werke
- 1905: Wittelsbacherbrunnen in Bad Reichenhall (unter Denkmalschutz)
- 1907: Fortunabrunnen am Isartor in München
- 1908: Bildhauerarbeiten in der Winthirkirche in München
- 1909/1910: Brunnen der Treppenanlage vor der Landeshypothekenbank und hessischer Löwe an der Südbastion in Darmstadt
- 1912: Bismarck-Büste in Bronze im Bismarckturm in Konstanz
- 1912: zwei flankierende Frauenfiguren (Tag und Nacht) am Eingang zum Mausoleum für Heinrich und Marie Krumm auf dem Alten Friedhof in Offenbach am Main[1][2]
- um 1914: Skulpturen auf dem Mitteltrakt des Mozarteums in Salzburg
- Kriegerdenkmal für die Peterskirche in München
- 1923/1924: Wilhelm-Haas-Denkmal in Darmstadt
- 1927: Kanzel in der Kirche St. Kilian in Schweinfurt
- 1946: Kanzel aus Rotmarmor im Augsburger Dom